# Phumosia colei
Phumosia colei este o specie de muște din genul Phumosia, familia Calliphoridae, descrisă de Zumpt în anul 1970.
Este endemică în Ghana. Conform Catalogue of Life specia Phumosia colei nu are subspecii cunoscute.